# Mesquite (Nevada)
Mesquite je město v okrese Clark County ve státě Nevada ve Spojených státech amerických. Žije zde přibližně 20 tisíc obyvatel.
V roce 1880 zde mormoni založili osadu zvanou Mesquite Flat, která se postupně rozrostla do městečka Mesquite. Jeho hlavní ekonomickou činností bylo zemědělství. V 70. letech 20. století zde bylo otevřeno první kasíno. Charakter městečka se v následujících desetiletích podstatně změnil a počet obyvatel rapidně stoupl. Městská samospráva byla zřízena v roce 1984.
Městem prochází dálnice Interstate 15, u města se nachází letiště.